# ティーカップ

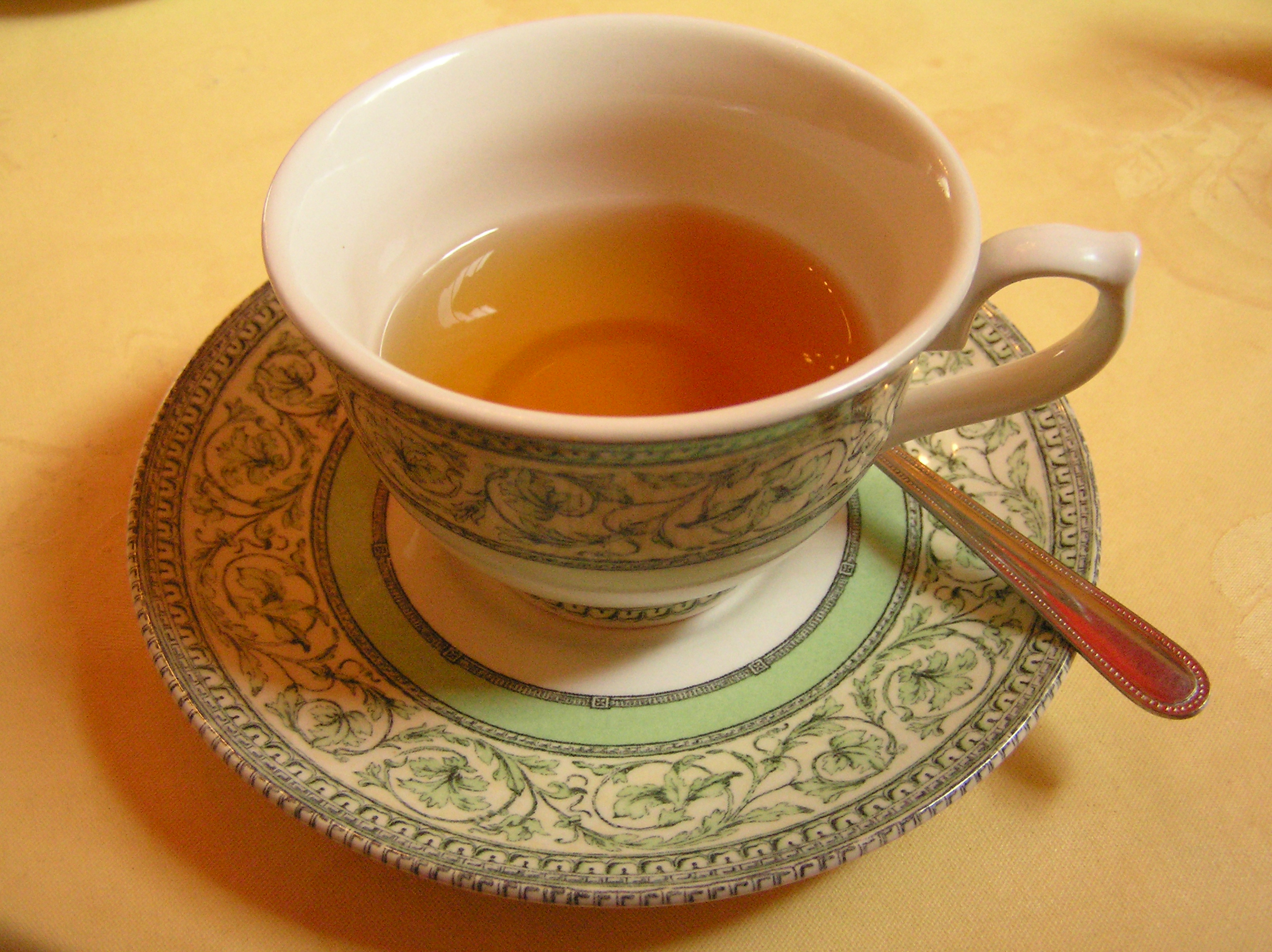
スコットランドのティーカップ

ティーカップ（英：teacup）とは、洋食器の一種で、紅茶を飲むためのコップである。漢字では紅茶茶碗（こうちゃぢゃわん）と表記する。

## 概要
ティーカップの形状は、紅茶を美味しく飲めるように様々な工夫が行われてきた。21世紀においては把手が付いた椀状のものが主流であるが、17世紀中頃までは把手がなく筒状であった。カップに付属するソーサー（受け皿）も深く、そこに紅茶を移して飲むのが正しい作法であったと言われる。熱いものを飲む習慣がなかったことから冷ますためと、茶殻が口に入らないようにするためにソーサーに移して飲んでいた。この飲み方は現代でもアイルランドの一部地域で残っている。また「フット」（別名「スカート」）と呼ばれる、ソーサーとカップの底との間に密閉された空間を作る部分が存在するティーカップが正式なものであり、それがないと略式なものとなる。「フット」はティーカップに入れられた紅茶の保温に役立つ。
材質は陶器・磁器やガラスが主流で、紅茶は熱湯で抽出を行うため、100℃の温度に耐えられるようになっている。

## 歴史

### 磁器の登場
ヨーロッパでは磁器製のカップが輸入されるようになるまで、王侯貴族は薄く平たい「ポリンジャー」という銀器をハーブティーや内服薬の服用に用いていた。銀製のポリンジャーは戦争があると資金にするため供出されたり、溶かされて新しい銀器に作り替えられたため、当時のものはあまり現存していない。
17世紀には、日本の磁器である伊万里焼の器が長崎の平戸からモカ港を経由してヨーロッパへ大量に輸出された。『平戸商館日記』によれば、1659年には伊万里製のカップ5万客が輸出されている。
当初、ヨーロッパに輸出されるカップには把手がなかったが、これは中国圏の紅茶の飲用のスタイルを受け継いだためといわれる。しかし、イギリスの王侯貴族はカップから直接飲むことを下品と考え、オランダ東インド会社に依頼してカップとソーサーで一客とするカップが作られ、ソーサーに移してから飲まれるようになった。

### 紅茶用とコーヒー用の区別
元々は、西欧に紅茶やコーヒーが入ってきた頃は、紅茶用とコーヒー用の区別は特にされていなかった。また、当時はサイズも小型であったが、これは紅茶が高価であったからとされる。
紅茶は高温の水で抽出しないと良い味にはならないため、非常に熱い状態で出来上がる。そのためカップの口径を大きくし、紅茶の液面付近の温度が下がりやすいようにした。また紅茶は、カップに注がれた際の水色（すいしょく）や香りも重要な要素であり、広く浅くすることで水色を見やすくし、香りが立ちやすくなっている。そのため紅茶用のカップは一般的に、コーヒー用のカップより扁平な形状になっていった。
これに対し、コーヒーは紅茶ほど高温の水で抽出しなくても味に変化がないとされるため、紅茶よりは低い温度（飲みやすい温度）で出来上がる。そのためカップの口径を小さくし、コーヒーの液面付近の温度を下がりにくくした。そしてカップの高さを高くすることで容量を増やしたため、コーヒー用のカップは一般的に、紅茶用のカップよりも背が高くなっていった。
また、コーヒーは基本的に濃い飲み物であるため、本来は大量に飲むべき飲料ではない。したがって、紅茶用のカップよりもコーヒー用のカップの方が容量が小さい傾向にある。
このような理由で、当初はコーヒー用と紅茶用の区別が特になかったものが、次第に区別されていき、ティーカップとコーヒーカップが区別されるようになった。また、紅茶とコーヒーの兼用カップも販売されている。

## ティーセット
次のような道具とともに、ティーセットを構成する。アフタヌーンティーでは、ティースタンドが用いられることがある。
- ティーポット
- ティーストレーナー（茶漉し）
- ティースプーン
- ティーメジャー（茶葉を量り取る茶さじ）
- シュガーポット
- ミルクポット

場合により、次の道具も含まれる。
- ティーコジー（ティーポットが冷めないよう被せるカバー）
- ティーマット（ランチョンマット）
- ティーバッグレスト
- レモントレー
- 砂時計（紅茶の抽出時間を図る）